# Journey (musikalbum)
Journey är Journeys självbetitlade debutalbum, släppt 1975. Detta album har blivit ett av de mer ovanliga Journey-albumen, då det innehåller mycket progrock med en touch av jazz fusion till skillnad från gruppens senare album många kopplar till bandet. Bandets kända sångare Steve Perry sjöng ej på bandets första tre album, då han anslöt sig till bandet 1977.
Keybordisten och sångaren Gregg Rolie har varit med och skrivit alla låtar utom den femte och instrumentala låten "Topaz". Alla låtar är endast skrivna av medlemmar i Journey förutom den 7:e och sista låten "Mystery Mountain, som Gregg Rolie och Ross Valory skrivit tillsammans med Diane Valory. 

## Låtlista
1. "Of a Lifetime" (Gregg Rolie, George Tickner, Neal Schon) - 6:54
2. "In the Morning Day" (Gregg Rolie, Ross Valory) - 4:27
3. "Kohoutek" (Gregg Rolie, Neal Schon) - 6:46
4. "To Play Some Music" (Gregg Rolie, Neal Schon) - 3:19
5. "Topaz" (George Tickner) - 6:12
6. "In My Lonely Felling" (Gregg Rolie, Ross Valory) - 5:01
7. "Mystery Mountain" (Gregg Rolie, Ross Valory, Diane Valory) - 4:23

## Medverkande
- Gregg Rolie - sång och keyboard
- Neal Schon - gitarr
- Anysley Dunbar - trummor
- George Tickner - gitarr
- Ross Valory - elbas